# Club Atlético Huracán de Posadas
Club Atlético Huracán, conocido como Huracán, es una entidad deportiva. Fundado el 17 de diciembre de 1931 en la ciudad de Posadas, Provincia de Misiones, Argentina.
Dedicados al desarrollo del fútbol, luego desarrolló varias otras disciplinas como patín, vóley, básquet, taekwondo, karate, bochas, judo y fútbol cinco, además de festejarse acontecimientos sociales y recreativos.Actualmente disputa la Liga Posadeña de Fútbol. A nivel nacional, llegó a participar en dos oportunidades en el Torneo Argentino C, en las ediciones 2006 y 2007.
Su clásico rival es el Club Atlético Bartolomé Mitre.

### Escudo

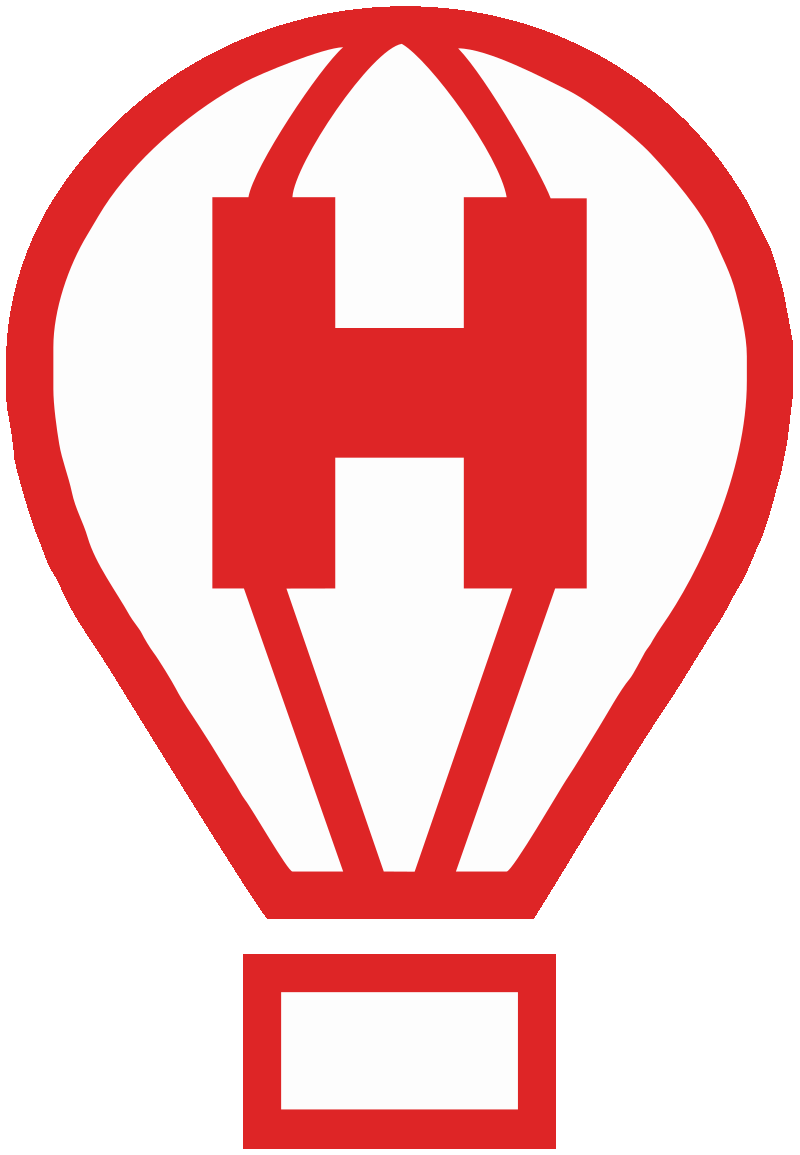

## Indumentaria
- Uniforme titular: Camiseta blanca, pantalón blanco y medias blancas.
- Uniforme alternativo: Camiseta roja, pantalón rojo y medias rojas.

## Instalaciones
Las instalaciones están compuestas por el estadio, que tiene una capacidad para 700 personas.

## Rivalidades

### Clásico del Barrio Rocamora
Es la rivalidad de barrio sostenida por Club Atlético Huracán contra el Club Atlético Bartolomé Mitre, institución con la que comparte presencia en el Barrio Rocamora de la Ciudad de Posadas. Este enfrentamiento está motivado por la pertenencia de ambas instituciones al Barrio Rocamora, estando además los estadios de ambos clubes muy cerca el uno del otro, a escasas tres cuadras.

## Datos del Club
- Temporadas en Quinta División: 2
  - Torneo Argentino C: 2 (2006, 2007).

## Palmarés
| Competiciones regionales      | Competiciones regionales            | Competiciones regionales |
| Competición                   | Títulos                             | Subcampeonatos           |
| ----------------------------- | ----------------------------------- | ------------------------ |
| Liga Posadeña de Fútbol (2/0) | Apertura 2006, Clasificatorio 2021. |                          |